# Nesoenas mayeri
La colomba rosata o piccione rosa (Nesoenas mayeri Prévost, 1843) è un uccello della famiglia dei Columbidi, endemico di Mauritius.

## Descrizione

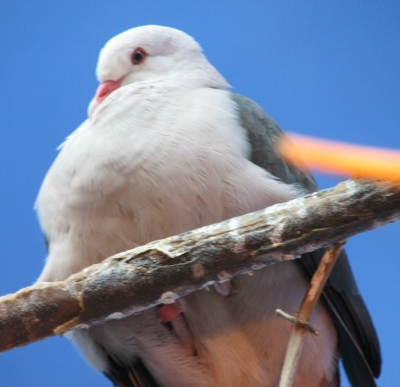

Questo uccello è lungo 30-40 centimetri e pesa 300-325 grammi, è quindi poco più grande del piccione domestico. Il piumaggio è di un tenue rosa ciclamino che sfuma quasi nel bianco sul capo. Le ali sono color cioccolato, il dorso e la coda hanno zone leggermente più chiare, color ruggine; il becco lievemente uncinato è rosa scuro con una punta chiara. Zampe, piedi e il contorno degli occhi sono rosa intensi, quasi rossi.

## Distribuzione e habitat
La colomba rosata vive unicamente nel Black River George nel sudovest dell'isola di Mauritius e sull'Île aux Aigrettes, poco distante dalle sue coste.
È un uccello che abita nella foresta subtropicale o ai margini di questa.

## Biologia
Si ciba esclusivamente di vegetali: semi, frutta in modo particolare, ma anche foglie e fiori.
La stagione riproduttiva inizia attorno a dicembre. Il maschio attira la femmina con i tipici richiami dei piccioni. La femmina depone una o due uova bianche che hanno un periodo d'incubazione di 14 giorni circa, in un nido costruito sugli alberi. I genitori si prendono entrambi cura delle uova e dei piccoli.

## Tassonomia
Oltre alla sottospecie nominale Nesoenas mayeri mayeri è stata descritta una seconda sottospecie N. m. duboisi Rothschild, 1907 endemica della Riunione, estintasi in epoca recente.

## Conservazione
L'attuale status demografico di questa specie è in leggero incremento, con una popolazione che si aggira attorno ai 359-395 individui (2004). Negli anni ottanta la colomba rosata è stata sull'orlo dell'estinzione; la popolazione ha toccato un minimo di venti individui nel 1993. L'introduzione nel suo habitat naturale di specie non indigene come il ratto nero, il gatto domestico e il macaco cinomolgo ha recato gravi danni a questa specie. Oggi, grazie all'impegno della JWPT (Jersey Wildlife Preservation Trust), la colomba rosata dovrebbe raggiungere una popolazione di 500 individui nei prossimi cinque anni. La IUCN Red List la classifica tuttora come specie vulnerabile d'estinzione (Vulnerable).